# Arley (Alabama)
Arley é uma cidade  localizada no estado americano do Alabama, no Condado de Winston.

## Demografia
Segundo o censo americano de 2000, a sua população era de 290 habitantes.
Em 2006, foi estimada uma população de 324, um aumento de 34 (11.7%).

## Geografia
De acordo com o United States Census Bureau, a localidade tem uma área de 7,2 km², sem área coberta por água. Arley localiza-se a aproximadamente 237 m acima do nível do mar.

## Localidades na vizinhança
O diagrama seguinte representa as localidades num raio de 32 km ao redor de Arley.